# Robert Yellowtail
Robert Summers "Robbie" Yellowtail (4 d'agost de 1889 - 20 de juny de 1988) fou el líder de la Nació Crow. Descrit com el "Guerrer del Segle XX", Yellowtail fou el primer amerindi dels Estats Units en ocupar el càrrec de Superintendent de l'Agència a la reserva.
Yellowtail va néixer a Lodge Grass, Montana en 1889. Quan tenia 13 va anar a estudiar al Sherman Institute, a Riverside (Califòrnia), graduant-se en 1907. Va assistir a l'Extension Law School a Los Angeles, transferint-se al curs de dret per correspondència de la Universitat de Chicago, on va obtenir la seva llicenciatura en dret. Immediatament fou reclutat pel cap crow Plenty Coups per defensar la reserva índia Crow contra una llei patrocinada pel senador de Montana Thomas J. Walsh que buscava obrir la reserva a l'agricultura. La llei fou derrotada després de set anys de treball de Yellowtail a Washington. En 1920 va ajudar a redactar la "Crow Allotment Act" que protegia les terres crow, i va ser instrumental en l'obtenció dels drets de vot dels nadius americans en 1924. En 1934 es va convertir en superintendent de la reserva índia crow, el primer superintendent que administrava la seva pròpia tribu. Yellowtail va ocupar el càrrec fins a 1945.
Yellowtail fou el principal líder a l'oposició a una proposta d'embassament del riu Bighorn a la part sud de la reserva. La presa inundava Bighorn Canyon, sagrada per al crow. Yellowtail no va poder impedir la construcció de la presa, que es va iniciar el 1961, però va guanyar un modest augment en concepte d'indemnització a la tribu Després d'una lluita divisiva. En una ironia final Yellowtail Dam va rebre el nom en honor seu. Yellowtail continuà lluitant per les compensacions per al poble crow en la dècada de 1980, argumentant contra les vendes de carbó dels drets minaires reservats per a la Bureau of Indian Affairs a la reserva Crow.
Yellowtail fou protagonista d'un vídeo en 1985, Contrary Warriors: A Story of the Crow Tribe.